# بول ك ناجل
بول ك ناجل (بالإنجليزية: Paul C. Nagel)‏ (و. 1925 – 2011 م) هو مؤرخ من الولايات المتحدة الأمريكية. ولد في إنديبندنس، ميزوري.
توفي في إدينا، مينيسوتا.

## التعليم
تعلم في جامعة مينيسوتا.

## مناصب وهيئات
أدار جامعة كنتاكي.